# Кромптон, Джек
Джон Кро́мптон (англ. John Crompton; 18 декабря 1921, Манчестер — 4 июля 2013, там же), более известный как Джек Кро́мптон (англ. Jack Crompton) — английский футболист и футбольный тренер. Выступал на позиции вратаря. С 1944 по 1956 годы защищал ворота английского клуба «Манчестер Юнайтед».

## Футбольная карьера
Джек выступал за «Олдем Атлетик» на любительском уровне, а также за «Стокпорт Каунти» в качестве приглашённого гостя в период Второй мировой войны. В 1944 году подписал свой первый профессиональный контракт с клубом «Манчестер Юнайтед». Сыграл в финале Кубка Англии 1948 года.
Кромптон завершил карьеру в 1956 году, после чего работал в тренерском штабе «Манчестер Юнайтед». В 1962 году в течение короткого периода был главным тренером клуба «Лутон Таун», после чего вновь вернулся в «Юнайтед», в котором проработал 32 года на различных тренерских должностях. В 1971—1972 годах он работал в тренерском штабе, а затем и в качестве главного тренера клуба «Барроу», в 1972 году работал ассистентом главного тренера клуба «Бери», а в 1973—1974 годах был ассистентом Бобби Чарльтона в клубе «Престон Норт Энд». Впоследствии был тренером резервного состава клуба. В мае 1981 года был временно исполняющим обязанности главного тренера «Манчестер Юнайтед» после отставки Дейва Секстона и до момента назначения главным тренером Рона Аткинсона.
Проживал в Олдеме, Большой Манчестер.

## Достижения
Манчестер Юнайтед
- Чемпион Первого дивизиона (2): 1951/52, 1955/56
- Обладатель Кубка Англии: 1948
- Обладатель Суперкубка Англии: 1952

## Статистика выступлений
| Клуб              | Сезон            | Лига | Лига | Кубок Англии | Кубок Англии | Прочие | Прочие | Итого | Итого |
| Клуб              | Сезон            | Игры | Голы | Игры         | Голы         | Игры   | Голы   | Игры  | Голы  |
| ----------------- | ---------------- | ---- | ---- | ------------ | ------------ | ------ | ------ | ----- | ----- |
| Манчестер Юнайтед | 1945/46          | -    | -    | 4            | –6           | -      | -      | 4     | –6    |
| Манчестер Юнайтед | 1946/47          | 29   | –30  | 1            | 0            | 0      | 0      | 30    | –30   |
| Манчестер Юнайтед | 1947/48          | 37   | –43  | 6            | –9           | 0      | 0      | 43    | –52   |
| Манчестер Юнайтед | 1948/49          | 41   | –40  | 8            | –4           | 1      | –4     | 50    | –48   |
| Манчестер Юнайтед | 1949/50          | 27   | –26  | 1            | –2           | 0      | 0      | 28    | –28   |
| Манчестер Юнайтед | 1950/51          | 2    | –2   | 0            | 0            | 0      | 0      | 2     | –2    |
| Манчестер Юнайтед | 1951/52          | 9    | –8   | 0            | 0            | 0      | 0      | 9     | –8    |
| Манчестер Юнайтед | 1952/53          | 25   | –47  | 0            | 0            | 2      | –3     | 27    | –50   |
| Манчестер Юнайтед | 1953/54          | 15   | –24  | 0            | 0            | 0      | 0      | 15    | –24   |
| Манчестер Юнайтед | 1954/55          | 5    | –9   | 0            | 0            | 0      | 0      | 5     | –9    |
| Манчестер Юнайтед | 1955/56          | 1    | 0    | 0            | 0            | 0      | 0      | 1     | 0     |
| Всего за карьеру  | Всего за карьеру | 191  | –229 | 20           | –21          | 3      | –7     | 214   | –257  |